# Альберт Рейнольдс
Альберт Мартін Рейнольдс (ірл. Ailbhe Mac Raghnaill, англ. Albert Martin Reynolds; 3 листопада 1932, Рускі — 21 серпня 2014, Дублін) — ірландський політик, прем'єр-міністр Ірландії у 1992–1994 рр.

## Біографія
На виборах у 1977 р. був обраний членом парламенту від партії «Фіанна Файл».
1979–1981 рр. — міністр пошти і телеграфів, 1980–1981 рр. — міністр транспорту, березень — грудень 1982 р. — міністр промисловості і енергетики, 1987–1988 рр. — міністр промисловості і торгівлі, 1988–1991 рр. — міністр фінансів.